# 大山のぶ代
大山 のぶ代（おおやま のぶよ、1933年〈昭和8年〉10月16日 - 2024年〈令和6年〉9月29日）は、日本の女優、声優、歌手、脚本家、エッセイスト、タレント。
東京府東京市渋谷区伊達町（現・東京都渋谷区恵比寿三丁目）出身。アクターズ・セブン最終所属。夫はタレントの砂川啓介。テレビアニメ『ドラえもん』でドラえもんの声を1979年から2005年まで約26年間にわたり担当したことで知られる。

## 生涯

### 生い立ち
四世代が同居する13人家族の13番目として生まれる。江戸時代生まれの曾祖父母がいる大家族で、母は宮城県古川市（現：大崎市）の造り酒屋の娘だった。
渋谷区立臨川小学校、渋谷区立広尾小学校、渋谷区立広尾中学校、東京都立三田高等学校卒業。
幼少期から個性的な声を持っていたといい、幼稚園の入園式では名前を呼ばれ返事をしたところ、並みいる保護者らが一斉に立ち上がり視線を注いだという。しかし、当の大山はそんなことに無頓着で全然気が付かなかった上、母に「十分黙っていればおやつをあげる」と言われるほどおしゃべりな性格だったという。
小学校入学後も、最初はその声を張り上げ校庭を駆け回る活発な少女だったが、周囲から「男みたいな声」とたびたび言われ、教師からも出席確認の返事で変な顔をされるなど、次第に「私の声っておかしいんだ」と思うようになる。中学進学後、同級生に「お前の声はおかしい」と指摘されたことで初めて個性的な自分の声を自覚したといい、その声に嫌悪感を持つようになったため無口になってしまったという。
その声が原因で「大山が声を出したらみんなで笑う」という遊びが流行るなどいじめを受けたこともあったといい、引っ込み思案になっていたところに母が「声が変だからといって、その弱いところをかばってばかりいたらもっと弱くなってしまう。声を出すような部活動をしなさい」と助言したことから、放送研究部に入部してアナウンスをしたり自作したラジオドラマを披露するようになる。その時に自分で自分の声を「この声でいいんだ」と思えるようになったことで、コンプレックスを乗り越えることができたと語る。しかし、この時に自分が声の仕事をするようになるとは思ってもいなかったという。なお、これらの活動は周囲や担任教師に反対されたが、1か月経つと何も言われなくなり、その後は勧誘を機に演劇部へ入部。『シンデレラ』の継母役を演じ、これが初舞台となった。
高校では演劇部と水泳部に入部するも母の入院ですぐに退部し、母は2年生の時に子宮癌により42歳で死去。独り身となったことで、手に職をつけるため演劇の道に進んだという。

### キャリア
俳優座養成所に第7期生として入所するが、反対していた父から「役者になるなら出ていけ！」という言葉を受けたことで家出し、一人暮らしを始める。以降、応援してくれた兄からの仕送りだけでは生活できず様々なアルバイトを経験した。養成所での同期には、水野久美、露口茂、井川比佐志、山本學、藤岡重慶、田中邦衛がいる。
1956年、NHKドラマ『この瞳』でデビュー。養成所時代から女優としての活動を始め、卒業後の1957年には劇団新人会に入団した。
活動をはじめると「面白い子」「新劇出身の喜劇役者」という評価を受け、多くのドラマやお笑い番組に出演。また、知人の関係者から「あなたの声は少年の役に向いている」と独特のハスキーボイスを買われ、声優としての活動も始めるようになる。デビュー作は、1957年9月に放送した『名犬ラッシー』の吹き替え。その後、1960年に人形劇『ブーフーウー』のブー役を演じたのがきっかけになり、声の仕事が増えてくるようになった。
1965年、テレビアニメ『ハッスルパンチ』にて初主演。その後、『ハリスの旋風』や『無敵超人ザンボット3』など複数の作品で主演を務めた。
東京プロ、劇団でく、高松里友子事務所、青二プロダクションに所属していた。
1979年、テレビアニメ『ドラえもん』（テレビ朝日系）にて、主人公のドラえもんの声を担当。2005年までの約26年という長期間にわたり演じ続け、自他ともに認める代表作となった。また、タレント活動や料理研究家として本を出版するなど、声優業以外にも幅広い分野で活躍するようになった。
1980年には、EP『ドラえもん音頭』など大山が歌ったドラえもん関連のレコード売り上げが100万枚を突破し、日本コロムビアのゴールドディスクを受賞した。
2001年、直腸癌が判明し長期入院となったことで、『ドラえもん』以外の仕事をすべて降板し休養。『ドラえもん』の収録のみは、大山の体調を考慮した上で続投した。だが、この入院を機に大山はドラえもん役の降板を決意する。最初はスタッフの説得で続投したが、長期的に話し合いの結果、2005年3月に他のキャスト全員と共に『ドラえもん』を降板した。

### ドラえもん降板後
『ドラえもん』降板後は、講演やタレントとしてのテレビ・ラジオ出演を中心に活動。『元祖!でぶや』などのナレーション活動にて、声優としての活動も続けた。
2005年3月、放送ウーマン賞を受賞。
2006年5月、ドラえもんの声優としての26年間を中心に記した自伝エッセイ『ぼく、ドラえもんでした。涙と笑いの26年うちあけ話』（小学館）を上梓した。
2006年11月、第11回アニメーション神戸にて『ドラえもん』での功績が称えられ、レギュラー陣（小原乃梨子、野村道子、たてかべ和也、肝付兼太）と共に特別賞を受賞。翌2007年3月にも、東京国際アニメフェア2007で第3回功労賞を4人と共に受賞した。
2007年4月、音響芸術専門学校（東京都港区西新橋）の校長に就任。カリキュラム編成のほか、声優・アナウンス専門課程で昼間・夜間部の授業を数多く担当するなど、直接学生の指導に当たった。
2008年4月24日、音響芸術専門学校の校長室で授業準備中に脳梗塞を発症して緊急入院したが、投薬治療を行い、同年8月17日に退院。自宅療養とリハビリにより、日常生活の不安はないまでに回復し、活動を再開した。
2010年、PSP用ゲームソフト『ダンガンロンパ 希望の学園と絶望の高校生』にモノクマ役で出演。同シリーズでは以降もモノクマ役で出演し、2013年にテレビアニメ化された『ダンガンロンパ 希望の学園と絶望の高校生 The Animation』は『ドラえもん』以来のテレビアニメへの出演であると同時に、初の深夜アニメ出演となった。
2011年4月、音響芸術専門学校の校長を退任し名誉学長となる。多くの実務から離れる一方、2013年までは数か月に一度の特別講義を行っていた。この前後を境として、多忙・激務が続いたことによる体調不良を理由に、徐々にではあるが仕事をセーブするようになった。

### 闘病・死去
2012年秋、アルツハイマー型認知症との診断を受ける。当初は夫の砂川啓介が「ドラえもんや彼女のイメージを崩す」と心配したことで内密にされたが、知人である毒蝮三太夫のアドバイスを機に砂川は「このまま隠すことが辛い」「周囲にもこのままでは心配をかけるし、誤った情報が流れかねない」と考え直し、大山とも相談。2015年5月13日、TBSラジオ『大沢悠里のゆうゆうワイド』にゲスト出演した砂川の口から初めて公表された。なお、発表時の大山本人は話し合ったことを忘れていたという。
発表後も活動は継続した一方、公の場に姿を現すことはなくなり、仕事はメッセージの収録など限られたものになった。2014年から2016年にかけて、全国農業協同組合連合会のWebアニメ「おにくだいすき! ゼウシくん」（計17話）にみの太役で出演しているが、これが最後に出演したアニメ作品となった。
2015年6月12日、砂川は大山の親友黒柳徹子の番組『徹子の部屋』に出演。大山は黒柳に対してボイスメッセージを送った。この放送で、大山は自身の病が公表されたことを自覚したといい、感想は「なんで、こんな大げさに…」だったという。その後、砂川から「ちっとも大げさじゃないんだよ」「元気になるためにも、本当のことを知ってもらって頑張らないとな」と声をかけられると大山は「うん、あたし、頑張るわ」と答えたという。
発症からしばらくは大山の意向もあり、砂川や夫妻のマネージャーである小林明子、家政婦による在宅介護を受けていたが、砂川の尿管癌治療に伴い、2016年4月より老人ホームに入所。同時期には、持ち役である『ダンガンロンパ』シリーズのモノクマ役も降板。同年内で芸能活動を事実上終了した。
2017年7月11日、夫の砂川が死去。早朝のため、大山は臨終には立ち会えなかった。数日後、大山は葬儀所で棺の中の砂川と対面。葬儀は大山が喪主となったが出席はしなかった。
砂川の没後も大山は引き続き老人ホームで過ごしており、後事を託されたマネージャーの小林が通って面倒を見ていた。2017年時点では認知症は進行しているが健康状態は良く、合唱などの活動に取り組みリーダー的存在となるなど、他の入所者との交流を楽しんでいたという。
しかし、2024年に入ってからは老衰の影響から会話も難しくなり、発熱や貧血など体調不良が続き、入退院を繰り返していたという。同年9月19日が最後の入院となった。最後の入院から10日後の2024年9月29日16時23分、老衰のため東京都の病院で死去。90歳没。マネージャーの小林は同日になって病院から危篤の連絡を受けたものの最期を看取ることはできなかったが、静かに息を引き取ったと話している。訃報は同年10月11日、所属事務所のアクターズ・セブンにより公表された。同年10月12日放送分の『ドラえもん（テレビ朝日版第2期）』では、追悼テロップと特別映像が番組終盤に流された。その翌日に放送された『サザエさん』では番組冒頭で追悼テロップが流された。藤子・F・不二雄ミュージアムや水田わさびなども哀悼の意を表した。葬儀では、棺に夫である砂川の写真と大山が好きだった虎屋の栗ようかん、ドラえもんのぬいぐるみなどが入れられた。
2025年3月14日、第48回日本アカデミー賞 会長特別賞を贈賞された。
3月19日、『徹子の部屋』大山追悼企画に毒蝮三太夫が親友代表でゲスト出演して、共通の親友でもある黒柳徹子と大山との思い出話を語っている。

## 特色・人物像
声種はアルト。
声優としては、アニメ黎明期より活躍。「ウヒヒ」とも「ウフフ」ともつかない独特の節回しの笑い声が印象的と評された。
『ドラえもん』以外の作品でも少年役が多く、ハスキーボイスでやんちゃな喋り方が特徴的でべらんめえ口調も多用した。
座右の銘は「私はパイプになりたい」。これは、言い伝えや諺など、先人たちから受け継いだ良いものたちを次の世代に渡していく役割になりたいという思いからである。
料理研究家としても活動し、多くの著書を発表。中でも『大山のぶ代のおもしろ酒肴』（1981年、主婦の友社）は、136万部のミリオンセラーを記録した。
2022年2月、フジテレビ系で放送されたバラエティ番組『これが定番！世代別ベストアニメ エンタメジェネレーション』では、世代別で「好きな声優」がアンケート集計され、大山が「昭和世代（46歳以上）」の部で1位となった。

## 私生活
夫の砂川啓介とは、1963年（昭和38年）8月に舞台『孫悟空』での共演で知り合い、翌年2月に結婚した。二人は知り合った当時、NHKの『おかあさんといっしょ』にレギュラー出演していたが、出演していたコーナーが違うことから面識はなく、楽屋に挨拶に来た砂川を出前のそば屋だと勘違いしたというエピソードがある。その後一緒にドライブに行った際、不良に絡まれている少年を見かけ、お互い相談もしていないにもかかわらず、とっさに田舎から出てきた夫婦を演じ、その不良に道を尋ねるふりをして、その隙に少年を逃がしてあげたという。それから結婚を考えるようになった。
32歳の時に第1子（男児）を妊娠したが、7か月目に死産、38歳の時生まれた第2子（女児）も妊娠7か月の未熟児で生まれ、先天性の心臓と肺の疾患のため生後3か月で死去しており、それ以降は子をもうけていない。自伝などでは「子供に自分のガラガラ声が遺伝していじめられたらかわいそうだ」という葛藤があったとする一方で、夫の砂川の著書では「（大山が）2度の不幸から、『また同じことが繰り返されるのではないか』という葛藤やトラウマからセックスレスとなってしまった」と明かされた。
同じ作品でデビューした同期の冨士眞奈美とは、デビュー後4年半ほど同居していた。

### 趣味・嗜好

#### アルカノイド

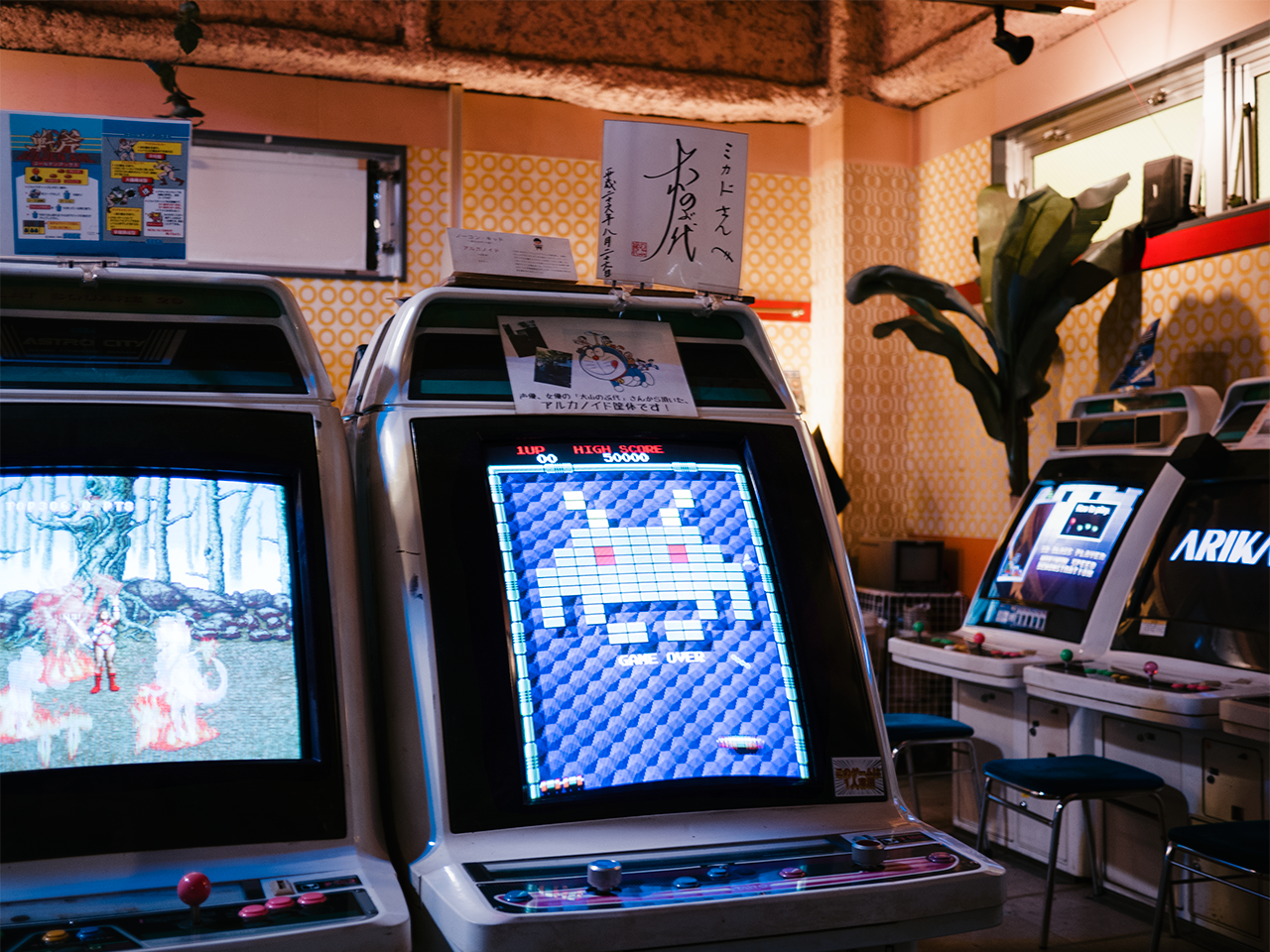
大山が所有していた筐体

ブロックくずしゲームの『アルカノイド』（タイトー）が大のお気に入りで、自身の別荘にアルカノイドの筐体を置いていたほどであった。自己記録は120万点で、全国でも数本の指に入る高得点。1988年、空港や駅の待ち時間で暇潰しとして始めたのがきっかけで、それ以降、仕事で地方へ行くとゲームセンターを巡り回った。その腕前は『とんねるずのみなさんのおかげでした』（フジテレビ系）のコーナー「ムダベストテン」や『トリビアの泉 〜素晴らしきムダ知識〜』（フジテレビ系）、『ゲームセンターCX』の「たまに行くならこんなゲームセンター」などのバラエティ番組でも紹介し披露された。
2005年に新宿にあるセガのアミューズメント施設で一日店長を務めた際には、多くの来客の前で実力を披露し、2007年には『アルカノイドDS』発売記念イベントに招かれ、マスコミ達を前にその腕前を披露した。しかし本人によると、実はアルカノイド以外のゲームは一切できないとのことであった。
認知症の診断を受けたあとはアルカノイドをプレイすることもなくなり、別荘を売却したのと同時にアルカノイドの筐体も手放され、ゲーセンミカドが譲り受けた。一般の利用客もプレイできるよう、メンテナンスが続けられ、2024年現在も稼働している。大山の死去の際には、同グループの公式Ｘ（旧ツイッター）では、訃報とともに過去の「大山のぶ代さんの別荘から寄贈された筐体です！絶賛稼働中！よかったらぜひ遊んでね！」との投稿がリポストされた。

### 料理関連
- 声優界の中でも著書が多く、自伝『ぼく、ドラえもんでした』（小学館）以外は、ほぼ全てが料理・栄養といった食関連の本で、夫らとの共著も入れると20数冊ある。料理の腕前もプロ級であり、かつては主婦向けのテレビ番組で、料理コーナーを持っていた。母親から受け継いだ糠床を今でも大切にしていると語っている。
- 優れた味覚・嗅覚を持っており、水を一口飲めばそれがどこの水かを言い当てることが出来るという。そのため、水の研究家としても名の通った存在であり、旧厚生省「おいしい水研究会」、旧国土庁「水を語る女性の会」の委員も務めている。健康・カルチャー番組にもよく出演している。特に『ためしてガッテン』での出演頻度は高く、1クールに1度は出演していた。

#### その他の趣味など
- 芸能界の中でも無類の麻雀好きとしても知られ、美空ひばりとも麻雀友達だった。きっかけは、子を失って苦しんでいることを気遣った仲間たちが毎日執拗に麻雀に誘っていたことである。親交が深く実弟のように可愛がっていた水谷豊やおりも政夫とは毎日のように麻雀をしていたと大山本人がTV番組で語った。
- 愛煙家で、かつては一日2箱を吸うほどであった。しかし、脳梗塞で倒れた後は認知症の前兆もあってか、関心を示さなくなった[76]。
- ゴルフも趣味として挙げている[12]。

### その他のエピソード
- 『おかあさんといっしょ』の人形劇では『ブーフーウー』から『とんでけブッチー』まで4作連続で声優を務め、後に『ミューミューニャーニャー』でも声優を担当。
- 俳優座養成所時代に脚本家に話を書かせて欲しいと頼み、実際に執筆したものが面白かったため、『太陽にほえろ!』の脚本に採用され、5本共同執筆した[77]。
- アニメ『サザエさん』では1969年10月5日の開始から初代・磯野カツオ役を演じたが、2か月半後の1969年12月21日放送回をもって降板。『サザエさん』の制作会社エイケンの鷺巣政安によれば、起用時点で妊娠が判明していた大山は色々悩む中で演じており、周囲からも安産のため降板を薦められる状況だったことから、最終的に自ら申し出て降板したという[78]。（エンディングテーマ『サザエさん一家』のフルバージョン音源には、大山演じるカツオの声が収録されている）。また、アニメ版放送前の1965年にTBSで放送したドラマ『サザエさん』では、サザエの親友である千枝子役でレギュラー出演していた[注 7][79]。
- 役者志望の後進には「とにかく挑戦してみることですね。やってみる前に「ダメだ」と決めつけないこと。役を演じるときも同じです」と述べている。また好奇心や探求心の必要性も語り「役者は一生の仕事ですから。私も一生勉強を続けて、死ぬまで役者でありたいと思っています」と発言していた[80]。
- プロ意識が非常に高いことでも知られた。認知症発症後も、人前に出ることや台本を読むことなど仕事で問題はなかったといい、音響芸術専門学校でドラえもんの声でのメッセージ収録を求められた際は1発でOKを出し「ドラえもんが乗り移ると凄い力を発揮する」と周囲の関係者は驚いたという。

## 大山とドラえもん
代表作である『ドラえもん』のドラえもん役は、1979年4月2日から番組リニューアルにより引退する2005年3月25日まで約26年間担当した。大山がドラえもんを演じた作品はアニメ版2作目で、第1作にて富田耕生を継いだ野沢雅子の後任にあたる。

### 起用
演じるきっかけは、放送開始前年の1978年12月に、かつて大山が主演を務めた『ハリスの旋風』で録音監督だった浦上靖夫から声をかけられたことだったという。
当時の大山は、自分の好みではない「人を傷つけるような」アニメが増えたことや、タレント業、時代劇・テレビドラマなど他の仕事が多忙だったことを理由に、声優業は休業していた。だが、オファーを受けたことで、当時出版されていた原作コミックスの単行本14冊を読んだところ、表面的には子供向けの漫画になっているが、大人でも読んでも面白いSFだと感じ、一晩ですべて読み終えると同時に、出演を引き受けることにしたという。また、オファー時に見せられたドラえもんの姿に「こいつ、かわいいな」と思ったことも引き受けた理由の一つだという。
パイロット版となる「おざしきつりぼり」の収録は、アニメーションの面白さに魅かれ楽しみながら演じる一方で、自身の演技に「これで合っているのか」と不安も覚えたという。後日行われた完成試写で原作者の藤子・F・不二雄に初めて会った際、心配だった大山は「先生、ドラえもんの声、あんな具合でどうですか？」と尋ねた。すると、藤子は「ドラえもんって、ああいう声をしていたんですね」と言ったという。大山は「マンガという平面の世界で描いていた先生が、どういうドラえもんの声のイメージを持ってらしたかは別として、「ドラえもんていうのはこういう声なんだ」って思ってくださったというのが、すごくうれしい」と感じると同時に演じる方向も定まったといい、後に「役者冥利に尽きるホメ言葉だと思いました」とも話している。

### エピソード
大山はドラえもんを演ずるに当たって、最初に「ドラえもんは2112年9月3日生まれ。未来からすごい知識を身につけてのび太の世界に来てるけど、あの頃の設定では、出来が悪くてバーゲンで売られている。すごい知識は身につけてるけど、ちょっと出来が悪い。ちょっと重ったるい、ヨタヨタのところもある」と考え、5 - 7歳ぐらいの男の子を意識したという。また、「未来から来て、しかも子どものお世話をする育児型ロボットなら、はじめから悪い言葉は絶対インプットされてない」とも考え、「テメー」とか「ヤロー」などの悪い言葉は使わず、丁寧な正しい言葉遣いを心掛けたという。ロボットという感覚ではなく、ドジでおっちょこちょいだが憎めないイメージできちんとした喋り口の大山の演技は、視聴者に広く受け入れられた。
「こんにちは、ボク、ドラえもんです」の台詞は、大山が発案した。悪い口調を使わないことから派生し「初めて会う人に自己紹介するのは当たり前のこと」と考えたアドリブだったといい、それが演出スタッフにも認められたという。これはドラえもんの代名詞ともいえる台詞となり、後に発表した自伝のタイトルにも使用された。
ドラえもんの「ふーふーふーふー」という笑い方も大山のアドリブであり、放送から12、3年が経った頃、おちょぼ口のドラえもんが「ふふふ」と笑う場面で「字で書いたとおりに笑ったらどうかな」と思い試したことがきっかけだったという。この笑い方に関して大山は「すごく肺活量がいるんですよね。「ふふふ」と言うとつながっちゃうから、「ふっふっふっ」と言わないと「ふ」がでないんです。しかもマイクに風が入っちゃうとダメだから、マイクをさけてその分大きな声で言わないと大変なんです。でも、自分でおもしろいと思ったのでやったら、みんなが「おもしろい」とか「かわいい」とか言ってくれて、ずっと定着しているんですね」と語っている。
幼少期の声のコンプレックスを克服し、その声がドラえもん役に繋がったエピソードは、小学校の道徳教育の資料に取り上げられたことがある。
アニメ化される以前にピー・プロダクションにより実写版『ドラえもん』（未製作）が企画された際、同プロダクションが大山主演のアニメーション『ハリスの旋風』を製作していたため、その流れでドラえもん役の候補に挙がったことがある。
ドラえもんを演じていた頃、ファンの子供がスタジオに遊びに来た際は、写真を撮ったりサインをするなど気配りをしていたが、度々「ドラえもんいますか?」と電話がかかってきて困った時期もあったという。
長年に渡り共演したレギュラー陣であるのび太役の小原乃梨子やしずか役の野村道子、スネ夫役の肝付兼太、ジャイアン役のたてかべ和也の4人とは他のアニメーション作品でも共演していた古くからの声優仲間でもあり親交が深かった。特に同性の小原と野村とは3人で国内旅行や海外旅行も度々行っていた。なお、過去には週刊誌で収録時のマイクの位置が離れていた小原と不仲説が報じられことがあったが、廣田トモユキが小原に確認したところによると、大山は愛煙家のためにドア側のマイクを、小原は嫌煙家のために一番奥のマイクを好んで使っていたためだという。
ドラえもん関連の商品は見ると何でも買うようにしており、自宅に「ドラえもんボックス」という大きな箱を用意して「私がドラえもんと一緒に歩いてきた記念」と大量のドラえもんグッズを収納していた。1999年に『徹子の部屋』に出演した際は、毎朝自分の声のドラえもん目覚まし時計で起床していると語っていたが、この時計は降板後に「ドラえもんの卒業」を理由にオークションに出している。
「ドラえもんの道具をひとつだけ使えるとしたら」と質問された際は、「難しいですねぇ」としつつ「タイムマシンで過去へ行って悪い病気を全部お医者さんに治してもらい、もとを絶って世の中の病気をなくしたい」と答えている。
大山にとってドラえもんは、子供がいなかったこともあり我が子のように大切な存在だった。そのため、ドラえもんを演じるようになってからは他のアニメ作品への出演オファーはすべて断っていた。また、後年のインタビューでも「すごく入れ込んでしまっている私ですので、今でも一歩引いて語ることができないくらい思い入れのある作品です。私自身もドラえもん役を演じながら、ドラえもんにさまざまなことを教わりました」と語ったことがある。

### 卒業
2001年、直腸癌の手術で長期入院となり大半の仕事をセーブしたが、本人の強い希望からドラえもんの収録のみは一切休まなかった。なお、入院は夫と事務所関係者にしか打ち明けずアフレコは体調を見ながら行うこととなり、映像（他のキャストが先に録音したもの）がたまった段階で病院からスタジオに駆けつけ、個別録音するという形で乗り切ったという。
入院の際、大山は病床にドラえもんのぬいぐるみを持ち込み、「ねえ、あなただったらどうする」「せっかく22年もアンタと一緒に楽しくやって来たのに、私だけいなくなったら、アンタどうするの？」と自然と語りかけ涙を流すことがあったという。そして、この時にドラえもんから励まされたような気がして手術を乗り切れたと後に明かしており、夫の砂川は「彼女にとってのドラえもんの存在が、こんなにも大きいものだとは…。このとき、そのことを改めて実感せずにはいられなかった」と回想している。
それまでは、しずか役の野村と共に健康で「丈夫ねえ、私たち」などと話していたが、この入院で大山は「私にもしもの事があれば、大切なドラえもんに傷がついてしまう」「また今回のように急に入院したりしたら、周囲に迷惑がかかる」と考えるようになり、ドラえもんの降板を決意。すぐに申し入れたが、この時は長年支えてきたスタッフの説得もあって引き留められた。だが、関係者の間ではこの頃から「次のドラえもんの声はどうするか」という話が持ち上がるようになる。
当初は後任を立てず、“大山の合成音声”で続けるという案もでたが、これに関して大山は「合成なんかじゃなくて、あの子（ドラえもん）の気持ちを理解してくれる人に託したい」と話したという。そして2004年春、スタッフ側から交代を打診され、他の声優陣とも話し合いを行った結果、2005年3月にキャスト全員と共に卒業することが決定。2005年3月18日放送の『ドラえもん オールキャラクター夢の大集合スペシャル!!』が最後にドラえもんを演じた作品となり、2005年3月25日に放送した映画『ドラえもん のび太のワンニャン時空伝』のCM前のお別れコメントをもってドラえもん役を卒業した。

### 卒業後
『ドラえもん』卒業後のインタビューでは、「ドラえもんはいつも私の中にいます。勿論、新しいドラえもんも観ますよ」と笑顔で語っている。また、その後も何らかの形で周囲にドラえもんの声を披露することが多かった。
『ドラえもん』自体への公な関与としては、2015年2月に神保町シアタービルで開催された「ドラえもん映画祭2015」において以下の手紙を贈ったことが最後となった。
のび太役の小原乃梨子が、卒業後について「現役の、のび太くんの感覚で、ずっといられそうな気がします。だから、とっても楽しいときが待っていそうな気がしません？」と問いかけると、大山も「します、します」と応じている。「いるんですよね、ドラえもんは。絶えずそばに」と話していた。
奇しくも小原も大山の2か月前に死去しており、大山の死去により第2作第1期のレギュラー陣（ドラえもん、のび太、しずか、スネ夫、ジャイアン）の存命者はしずか役の野村ただ一人となってしまった。

## 後任
大山が『ドラえもん』のみに専念することによる役の降板及び高齢により、持ち役を引き継いだ人物は以下の通り。
| 後任     | 役名     | 概要作品                   | 後任の初担当作品                                             |
| -------- | -------- | -------------------------- | ------------------------------------------------------------ |
| 坂本千夏 | 神勝平   | 『無敵超人ザンボット3』    | 『スーパーロボット大戦IMPACT』                               |
| TARAKO   | モノクマ | 「ダンガンロンパシリーズ」 | 『ダンガンロンパTHE STAGE 〜希望の学園と絶望の高校生〜2016』 |

## 出演（女優・顔出し）

### テレビドラマ
- この瞳（1956年）
- 奥様多忙（1957年） - 女給のさっちゃん
- 東芝日曜劇場「マンモスタワー」（1958年、大山羨代名義） - チャイナ服の女優
- 不道徳教育講座 第8話「教師を内心バカにすべし」（1959年12月3日）
- サザエさん（1965年 - 1967年、TBS） - 砂山千枝子　※砂川啓介共演
- 特別機動捜査隊 第370話「挑戦」(1968年)
- おさな妻第8話「赤ちゃん誕生！」（1970年、東京12チャンネル） - ミヤコ 役 ※砂川啓介共演
- 清水次郎長　第12話「恋しぐれ清水港」（1971年7月24日）
- じゃがいも（1973年 - 1975年） - 時江 役
- ポーラテレビ小説「やっちゃば育ち」（1974年） - おかつ 役
- お茶の間エコノミー（1974年） - 夫の砂川啓介とW主演
- 敬礼!さわやかさん（1975年 - 1976年） - 松宮主任 役
- 水戸黄門（TBS・C.A.L）
  - 第6部 第15話「丁半花むしろ -倉敷-」（1975年7月7日） - お静 役
  - 第7部 第24話「仇討ち角兵衛獅子 -長岡-」（1976年11月1日） - お亀 役
- 子連れ狼 第3部 第2話「お乳母日傘」（1976年、NTV） - おとら 役
- 夜明けの刑事 第71話「襲われたホテル 密室の復讐!!」（1976年、TBS / 大映テレビ）　- ビジネスホテルの女将
- 破れ傘刀舟悪人狩り（1976年 - 1977年） - お新 役
- ナショナルゴールデン劇場「夫婦善哉」（1977年）
- 江戸を斬る 第3部 - 第6部（1977年 - 1981年・TBS・C.A.L） - 咲 役
- スターウルフ 第19話「ケンを狙う赤い流星」（1978年） - エルバ局長 役
- 熱中時代（日本テレビ）
  - 教師編 第1シリーズ（1978年 - 1979年） - 母親 役・セミレギュラー
  - 刑事編 第19話「敵ながら天晴れ! 声色サギ」（1979年） - 中川ルイ 役
  - 教師編 第2シリーズ
    - 第2話（1980年） - 母親 役
    - 第29話 （1981年） - 母親・久美江 役
- おはなちゃん繁昌記 第1話（1978年） - 腰元・松 役
- 花よめは16歳 第23話「スランプ脱出の救世主」（1980年）
- 黄土の嵐（1980年）
- 土曜ワイド劇場（テレビ朝日）
  - 運命の旅路・謎の特急出雲1号（1980年）
  - 女弁護士・朝吹里矢子（1982年 - 1992年） - 吉村サキ 役
  - 事件12（2006年4月29日） - 倉田テル 役
- 玉ねぎむいたら… 第14話「怪女ドラえもん出現」（1981年）
- 母と呼ばれて（1984年）
- 妻たちの危険な関係（1986年・日本テレビ） - 高沢桃子 役
- 結婚する手続き（1988年・NHK）
- 火曜サスペンス劇場・逃げる（1989年・日本テレビ）
- 素顔のときめき（2000年・NHK）
- 高原へいらっしゃい（2003年） - 関峰子 役
- 理由（2004年・WOWOW） - すれ違うおばさん 役
- ジャッジ 〜島の裁判官奮闘記〜 第3回「告白」（2007年10月27日・NHK）三沢早苗 役
- 浅草ふくまる旅館（第2シリーズ） 第5話「十年前の予約客!」（2007年11月5日・TBS） - 村井和子（養護施設園長）役
- 月曜ゴールデン・探偵 左文字進11「完璧な犯罪」（2007年・TBS） - 家政婦・たえ子 役

### 邦画
- 思えば遠くへ来たもんだ（1980年） - よし子の母 役
- ねらわれた学園（1981年） - 主婦A 役
- 子象物語 地上に降りた天使（1986年） - 百代 役

### テレビ番組

#### NHK
- コメディー公園通り「娘ひとりにパパ二人」（1978年4月8日 - 5月27日）
- クイズ面白ゼミナール（不定期出演）
- クイズ日本人の質問（不定期出演）
- ためしてガッテン（不定期出演）

#### 日本テレビ系
- お笑いスター誕生!!（不定期・審査委員）
- 欽ちゃんの全日本仮装大賞（初期のレギュラー審査員）
- テレビ三面記事 ウィークエンダー（レポーターとして出演）
- 午後は○○おもいッきりテレビ（1996年 - 2005年、不定期出演）
- 中井正広のブラックバラエティ（2008年）

#### TBS系
- 大山のぶ代の料理朝一番（オフィス・ヘンミ制作、TBSテレビでは1980年代に放送。1990年代に北陸朝日放送で放送）
- クイズ☆タレント名鑑（｢スター☆今の限界名鑑｣、｢芸能人!このオファー引き受けた?引き受けなかった?クイズ｣のコーナーにゲストとして出演）

#### フジテレビ系
- 夕食ばんざい（初代司会者）
- 笑っていいとも!（声優特集のコーナーには不定期出演。テレフォンショッキングの出演もある）
- 快進撃TVうたえモン（1999年）
- 考えるヒト（2004年〜2005年、回答者として不定期出演。）
- ネプリーグ（2005年4月25日、芸能界常識人チームの回答者として出演）
- トリビアの泉 〜素晴らしきムダ知識〜（2006年、「ドラえもんでお馴染みの大山のぶ代はアルカノイドがうまい」というトリビアでVTR出演）[73]
- プライスバラエティ ナンボDEなんぼ（関西ローカル、2008年。元骨川スネ夫役の肝付兼太と共にゲスト出演）

#### テレビ朝日系
- やすきよ笑って日曜日（居酒屋のおかみさん役として出演。小料理コーナー）
- 徹子の部屋（初期から出演。司会の黒柳徹子とは盟友・親友であり、CGのドラえもんの声や砂川と夫婦としての出演もある）
- うじきつよしのワンダーポケット（東日本放送制作、東北電力提供。東北地方と新潟県で放送。ドラえもんの声役として顔出し）
- 大正週間漫画 ゲラゲラ45（おかみさん）

#### テレビ東京系
- ほのぼのワイド（1991年 - 1993年）
- 元祖!でぶや（2007年4月 - 2008年3月、ナレーターとして出演[注 9]。)

#### その他
- ごはんの学校（先生役として不定期出演、東海テレビ）

### CM
- 神州一味噌（1970年代中盤）
- 白鶴酒造 さけパック（1980年代後期）
- 小僧寿しチェーン（1980年代後期、ドラえもんの声と、顔出しでの出演と両方ある）
- カネヨン ハーブカネヨン（1990年代前期）

## 出演（声優）
太字はメインキャラクター。

### テレビアニメ
1960年代
- ハッスルパンチ（1965年、パンチ）
- タコのロクちゃん（1965年、ロクちゃん）
- スーパージェッター（1965年、アレキサンダー王子）
- ハリスの旋風（1966年 - 1967年、石田国松）
- 黄金バット（1967年）
- リボンの騎士（1967年、眠りの精サンド）
- 巨人の星（1968年）
- 妖怪人間ベム（1968年、ジャム）
- サザエさん（1969年、磯野カツオ〈初代〉）
- ハクション大魔王（1969年）

1970年代
- のらくろ（1970年、のらくろ）
- 国松さまのお通りだい（1971年 - 1972年、石田国松）
- ハゼドン（1972年、ハゼドン）
- けろっこデメタン（1973年、ヘソ蛙）
- 無敵超人ザンボット3（1977年 - 1978年、神勝平）
- ドラえもん（1979年版）（1979年 - 2005年、ドラえもん）

1990年代
- ザ☆ドラえもんズ ミステリーX'マス大作戦（1996年、ドラえもん）

2010年代
- ダンガンロンパ 希望の学園と絶望の高校生 The Animation（2013年、モノクマ）
- うーさーのその日暮らし 覚醒編（2014年、モノクマ）

### OVA
- ドラえもん 勉強べやのつりぼり（1978年、ドラえもん）
- ドラえもん のび太と未来ノート（1994年、ドラえもん）
- ドラえもんのビデオ絵本シリーズ 1 どうぶつえんのにんきもの（ドラえもん）
- ドラえもんのビデオ絵本シリーズ 2 しんかんせん（ドラえもん）
- ドラえもんのビデオ絵本シリーズ 3 サイレンカー（ドラえもん）
- ドラえもんのビデオ絵本シリーズ 4 サファリどうぶつえん（ドラえもん）
- ドラえもんのビデオ絵本シリーズ 5 とっきゅう（ドラえもん）
- ドラえもんのビデオ絵本シリーズ 6 はたらくじどうしゃ（ドラえもん）
- ドラえもんのビデオ絵本シリーズ 7 たのしいでんしゃ（ドラえもん）
- ドラえもんのビデオ絵本シリーズ 8 めいろあそび（ドラえもん）
- ドラえもんのビデオ絵本シリーズ 9 どうぶつとあそぼう（ドラえもん）
- ドラえもんのビデオ絵本シリーズ 10 じどうしゃがいっぱい（ドラえもん）
- ドラえもんのおもしろ学習シリーズ ひらがなのかきかた2かきかたのしあげ（ドラえもん）

### 劇場アニメ
1970年代
- アリババと40匹の盗賊（1971年、アル・ハック）
- 北極のムーシカミーシカ（1979年、オーラ）

1980年代
- ドラえもん のび太の恐竜（1980年、ドラえもん）
- ドラえもん のび太の宇宙開拓史（1981年、ドラえもん）
- ドラえもん ぼく、桃太郎のなんなのさ（1981年、ドラえもん）
- ドラえもん のび太の大魔境（1982年、ドラえもん）
- ドラえもん のび太の海底鬼岩城（1983年、ドラえもん）
- ドラえもん のび太の魔界大冒険（1984年、ドラえもん）
- ドラえもん のび太の宇宙小戦争（1985年、ドラえもん）
- ドラえもん のび太と鉄人兵団（1986年、ドラえもん）
- ドラえもん のび太と竜の騎士（1987年、ドラえもん）
- ドラえもん のび太のパラレル西遊記（1988年、ドラえもん）
- ドラえもん のび太の日本誕生（1989年、ドラえもん）

1990年代
- ドラえもん のび太とアニマル惑星（1990年、ドラえもん）
- ドラえもん のび太のドラビアンナイト（1991年、ドラえもん）
- ドラえもん のび太と雲の王国（1992年、ドラえもん）
- ドラえもん のび太とブリキの迷宮（1993年、ドラえもん）
- ドラえもん のび太と夢幻三剣士（1994年、ドラえもん）
- ドラえもん のび太の創世日記（1995年、ドラえもん）
- 2112年 ドラえもん誕生（1995年、ドラえもん）
- ドラえもん のび太と銀河超特急（1996年、ドラえもん）
- ドラミ&ドラえもんズ ロボット学校七不思議!?（1996年、ドラえもん）
- ドラえもん のび太のねじ巻き都市冒険記（1997年、ドラえもん）
- ザ☆ドラえもんズ 怪盗ドラパン謎の挑戦状!（1997年、ドラえもん）
- ドラえもん のび太の南海大冒険（1998年、ドラえもん）
- 帰ってきたドラえもん（1998年、ドラえもん）
- ドラえもん のび太の宇宙漂流記（1999年、ドラえもん）
- のび太の結婚前夜（1999年、ドラえもん）
- ザ☆ドラえもんズ おかしなお菓子なオカシナナ?（1999年、ドラえもん）

2000年代
- ドラえもん のび太の太陽王伝説（2000年、ドラえもん）
- おばあちゃんの思い出（2000年、ドラえもん）
- ザ☆ドラえもんズ ドキドキ機関車大爆走!（2000年、ドラえもん）
- ドラえもん のび太と翼の勇者たち（2001年、ドラえもん）
- がんばれ!ジャイアン!!（2001年、ドラえもん）
- ドラえもん のび太とロボット王国（2002年、ドラえもん）
- ぼくの生まれた日（2002年、ドラえもん）
- ドラえもん のび太とふしぎ風使い（2003年、ドラえもん）
- ドラえもん のび太のワンニャン時空伝（2004年、ドラえもん）
- ドラえもんアニバーサリー25（2004年、ドラえもん）

2010年代
- 秘密結社鷹の爪 鷹の爪GO 〜美しきエリエール消臭プラス〜（2013年、鷹のサターン）

### Webアニメ
- おにくだいすき!ゼウシくん（2014年 - 2016年、みの太[97]）

### ゲーム
1992年
- ドラえもん のび太のドラビアンナイト（ドラえもん）※SUPER CD-ROM2版。

1993年
- ドラえもん 夢どろぼうと7人のゴザンス（ドラえもん）

1994年
- ドラえもん3 のび太と時の宝玉（ドラえもん）

1995年
- ドラえもん 友情伝説ザ・ドラえもんズ（ドラえもん）
- ドラえもん4 のび太と月の王国（ドラえもん）

1996年
- ドラえもん のび太と復活の星（ドラえもん）

1997年
- ドラえもん のび太と3つの精霊石（ドラえもん）
- ドラえもん2 SOS!おとぎの国（ドラえもん）

1998年
- ドラえもん2 のび太と光の神殿（ドラえもん）

1999年
- エコーナイト#2 眠りの支配者（ロッカーの中に隠れて眠っている少年の亡霊）

2000年
- ドラえもん3 のび太の町SOS!（ドラえもん）
- ドラえもん3 魔界のダンジョン（ドラえもん）

2001年
- ドラえもん ひみつのよじげんポケット（ドラえもん）
- ドラえもん 緑の惑星ドキドキ大救出!（ドラえもん）
- ぼくドラえもん（ドラえもん）

2002年
- ドラえもん どこでもウォーカー（ドラえもん）

2003年
- ドラえもん みんなで遊ぼう!ミニドランド（ドラえもん）

2010年
- ダンガンロンパ 希望の学園と絶望の高校生（モノクマ）

2012年
- スーパーダンガンロンパ2 さよなら絶望学園（モノクマ）

2013年
- ダンガンロンパ1・2 Reload（モノクマ）

2014年
- 絶対絶望少女 ダンガンロンパ Another Episode（モノクマ）
- チェインクロニクル（学園長モノクマ）

### 吹き替え

#### 映画
- おやじは億万長者（ジュニア）
- 吸血の群れ（アイリス〈ホリー・アーヴィング〉）
- すてきなケティ（スティーヴ）

#### ドラマ
- スパイ大作戦（ミジ）
- 名犬ラッシー（ポーキー）

#### テレビ番組
- ザ・ルーシー・ショー（シャーマン〈ラルフ・ハート〉）

#### アニメ
- タコのロクちゃん（ロクちゃん）

### ラジオ
- 全国こども電話相談室（不定期出演）
- 共石イブニングコント
- 大沢悠里のゆうゆうワイド（不定期出演）
- 大山のぶ代のサプライズ!（2006年9月5日、代役パーソナリティ）
- 大山のぶ代とドラえもんの十人十色（2005年・STVラジオ）
- くにまるワイド ごぜんさま〜邦流 ゲスト（2009年7月20日 - 24日、文化放送）
- 高田文夫のラジオビバリー昼ズ ゲスト
- テリー伊藤 のってけラジオ ゲスト
- 極楽とんぼの吠え魂 ゲスト
- 志の輔ラジオ 落語DEデート ゲスト
- 手塚るみ子・Earth Dreaming〜ガラスの地球を救え! ゲスト

ほか多数

### 人形劇
- 孫悟空（チチン）[98]
- とんちんこぼうず（かんねんぼう）
- ブーフーウー（ブー）
- ダットくん（ゴンタくん）
- とんでけブッチー（ブッチー）
- ひょっこりひょうたん島（雷門ゴロ助）
- ミューミューニャーニャー（ブル子さん）
- ロボッタン（クマのプー）

### ラジオドラマ
- 封神演義（白鶴童子）

### CM
ドラえもんの声で出演、※は2005年4月にドラえもん降板時点によるもの。
- ポピー（ガチャガチャドラえもん）
- 永谷園（ドラえもんお子様ランチ）
- 横浜ドリームランド（ドラリンピック）
- 永井海苔
- ナガサキヤ（主演期間途中に倒産しているが商品がタカラトミー移管後も継続、ドラえもんキャンディシリーズ）
- タカラトミー（旧 ナガサキヤ、ドラえもんキャンディシリーズ）
- 小僧寿司チェーン
- ゼロックス（エイブル）
- アートコーポレーション（アート引越センター）※
- ストロベリーコーンズ
- ファミリーレストランチェーン ココス※
- ドラネット / ドラゼミ※
- 公共広告機構（宣誓、2005年ポリオ撲滅、ポリオ撲滅キャンペーン）
- セブン-イレブン
- エポック社（ドラえもん四次元ランドゲーム、ドラえもんテレビパソコン、くるくるまわるR/Cドラえもん ほか）
- 小学館（ぼく、ドラえもん）
- JR北海道（ドラえもん海底列車・北海道ローカル）※
- 東京都交通局（都営地下鉄大江戸線全線開業）
- 雪印乳業（ドラえもんスティックチーズ）
- ニッスイ（ドラえもんソーセージ）
- 味の素（サラダオイル）※
- カンコー学生服
- ショウワノート（ジャポニカ学習帳）
- バンダイ（ドンジャラ）
- ツクダオリジナル（バトルドーム）
- 太子食品工業K・K（ドラえもん納豆）
- NTTパーソナル S316（PHS電話機・ドラえホン）

ドラえもん以外
- クローバー（ザンボット3）
- デサント（スリープウェア）
- 白鶴（サケパック）
- なとり（みがきにしん）
- カネヨ石鹸（カネヨン）
- モノクマTVCM（ダンガンロンパ）
- 味の素（コーン油 胚芽100・牧瀬里穂と共演）
- DAIHATSU（のるもっと店長〈声〉）（2012年1月）
- オカムラ食品工業（味っ子漬）

### その他コンテンツ
ドラえもんの声で出演
- 新潟県中越地震被災者援助ドラえもん募金
- 北海道旅客鉄道（JR北海道）車内放送 - 快速「海峡」（1998年 - 2002年）、臨時特急「ドラえもん海底列車」（2003年 - 2004年）。共に吉岡海底駅の「ドラえもん海底ワールド」開催時に担当。
- Kiss My Fake（ドラえもんひみつ道具のフェイクを見破れ!ナレーション）

その他
- 日本コロムビアのレコードシリーズ「こども音楽百科」８巻「たのしい童話名作編(2)」のラジオ形式ドラマ「三匹の子ぶた」
- ニコニコ動画（ニコニコテレビちゃん）
- 武器人間 予告編
- ダンガンロンパ THE STAGE〜希望の学園と絶望の高校生〜 - モノクマ役
- ドラえもん、母になる〜大山のぶ代物語〜（2015年、NHK BSプレミアム）
- スーパーダンガンロンパ2 THE STAGE 〜さよなら絶望学園〜 - モノクマ役
- リアルスコープZ（2012年9月1日、リアルスコープくん2020の声。フジテレビ）
- CHOO CHOO - THE STORY OF A LITTLE ENGINE WHO RAN AWAY（1989年7月1日、日本語ナレーション。ラボ教育センター）

## 音楽

### 大山のぶ代名義
- ハッスルパンチの歌（作詞、作編曲・小林亜星、うた・大山のぶ代、水垣洋子、松島みのり、西六郷少年合唱団） / パンチ・タッチ・ブンの歌（作詞・若井基成、作編曲・小林亜星、うた・大山のぶ代、水垣洋子、久里千春）（1965年、朝日ソノラマ・ソノシートまんがの王者） - アニメ「ハッスルパンチ」主題歌。
- 雲がおしえてくれる道 / この日のために（1971年、日本コロムビア、SCS-131） - 東映まんがまつり「アリババと40匹の盗賊」主題歌。ともに、作詞・山元護久、作編曲・宇野誠一郎、うた・大山のぶ代 ボーカル・ショップ。
- サルくんおねがいだ / さあ、さあ、かえりましょう（1971年、日本コロムビア、SCS-158） - アニメ「とんでけブッチー」主題歌。ともに、作詞・飯沢匡、作編曲・小森昭宏、うた・大山のぶ代、堀絢子、愛川欽也。
- 昔のことばは生きている（作詞・ジャンピエール瀬間、作曲・結城瑞穂、編曲・鈴木宏昌、アニメ・福本一宏、うた・大山のぶ代） - NHK「みんなのうた」1990年2月・3月放送曲[99]。CD・レコード未販売。

### ドラえもんとして
- ドラえもんのうた - 作詞・楠部工、補作詞・ばばすすむ、作編曲・菊池俊輔、うた・大杉久美子、セリフ・大山のぶ代 / ドラえもん
- ドラえもんのうた - 作詞・楠部工、補作詞・ばばすすむ、作編曲・菊池俊輔、うた・山野さと子、セリフ・大山のぶ代 / ドラえもん
- ドラえもんのうた - 作詞・楠部工、補作詞・ばばすすむ、作曲・菊池俊輔、作編曲・鴨宮諒、うた・吉川ひなの、セリフ・大山のぶ代 / ドラえもん
- ドラえもん・えかきうた - 作詞・楠部工、作編曲・菊池俊輔、うた・大山のぶ代
- ドラえもん音頭 - 作詞・藤子・F・不二雄、作編曲・菊池俊輔、うた・大山のぶ代、こおろぎ'73
- ぼくドラえもん - 作詞・藤子・F・不二雄、作編曲・菊池俊輔、うた・大山のぶ代、こおろぎ'73
- ドラえもん数えうた - 作詞・ばばすすむ、作編曲・菊池俊輔、うた・大山のぶ代、こおろぎ'73
- ドラえもんじゃあニィ - 作詞・喜多條忠、作編曲・菊池俊輔、うた・大山のぶ代
- ドラえもんにゅうイヤー - 作詞・喜多條忠、作編曲・菊池俊輔、うた・大山のぶ代
- まる顔のうた - 作詞・高田ひろお、作編曲・菊池俊輔、うた・大山のぶ代
- サンタクロースはどこのひと - 作詞・高田ひろお、作曲・菊池俊輔、作編曲・青木望、うた・大山のぶ代
- ドラえもんのクリスマス - 作詞・ばばすすむ、作曲・菊池俊輔、作編曲・青木望、うた・大山のぶ代
- 浪曲ドラえもん - 作詞・小谷夏、作編曲・菊池俊輔、うた・大山のぶ代
- ドラえもんのうた - 作詞・楠部工、補作詞・ばばすすむ、作編曲・菊池俊輔、うた・山野さと子、セリフ・大山のぶ代 / ドラえもん
- ぼくドラえもん2112 - 作詞・藤子・F・不二雄、作編曲・菊池俊輔、うた・大山のぶ代、こおろぎ'73
- ドラえもんのうた - 作詞・楠部工、作曲・菊池俊輔、作編曲・山下康介、うた・ウィーン少年合唱団（東芝EMI株式会社）、セリフ・大山のぶ代 / ドラえもん
- ドラえもんのうた - 作詞・楠部工、作曲・菊池俊輔、作編曲・橘哲夫、うた・AJI、セリフ・大山のぶ代 / ドラえもん
- ドラえもんのうた - 作詞・楠部工、補作詞・ばばすすむ、作曲・菊池俊輔、作編曲・岩戸崇、うた・東京プリン、セリフ・大山のぶ代 / ドラえもん
- ドラえもんのうた - 作詞・楠部工、補作詞・ばばすすむ、作曲・菊池俊輔、作編曲・岩戸崇、うた・渡辺美里、セリフ・大山のぶ代 / ドラえもん
- ポケットの中に - 作詞・武田鉄矢、作編曲・菊池俊輔、うた・大山のぶ代、ヤング・フレッシュ
- 友達だから - 作詞・武田鉄矢、作曲・山木康世、作編曲・菊池俊輔、うた・大山のぶ代、森の木児童合唱団
- ドラえもん・九九のうた

## 脚本
- 太陽にほえろ!
  - 第129話「今日も街に陽が昇る」（1975年、小川英・田波靖男との共作）
  - 第154話「自首」（1975年、小川英との共作）
  - 第189話「人形の部屋」（1976年、小川英・四十物光男との共作）
  - 第289話「殿下と少年」（1978年、小川英との共作）
  - 第319話「年上の女」（1978年、小川英との共作）

## 著書

### エッセイ
- 私のおもしろ人生 心豊かに生きてみませんか（廣済堂出版、1984年1月、ISBN  9784331501788）
- ぼく、ドラえもんでした。涙と笑いの26年うちあけ話（小学館、2006年5月26日、ISBN 9784093876544）
  - ぼく、ドラえもんでした。涙と笑いの26年うちあけ話（小学館文庫、小学館、2011年8月5日、ISBN 9784094086393）

### 料理本
- 大山のぶ代のおもしろ酒肴 アッとおどろく美味珍味（主婦の友社、1981年7月 ISBN 9784079123402）
  - パート2（主婦の友社、1982年5月 ISBN 9784079153720）
- 大山のぶ代のなんと2分間クッキング おもしろ酒肴アットホーム編（主婦の友社、1983年1月、ISBN 9784079193412）
- 大山のぶ代の新おもしろ酒肴塾（廣済堂出版、1984年7月、ISBN 9784331003312）
  - 『大山のぶ代の新おもしろ酒肴塾』廣済堂出版〈廣済堂文庫〉、1986年7月10日。ISBN 9784331650097。NDLJP:12102169。
- 大山のぶ代の今夜の酒肴この一品 最新オリジナル酒肴 決定版130選（廣済堂出版、1984年9月、ISBN  9784331003428）
- 夕食ばんざい（リビングマガジン、1982年1月、ISBN 9784947609014）
  - 第2巻（リビングマガジン、1983年3月、ISBN 9784947609021）
- 大山のぶ代の料理朝一番（グラフ社、1985年5月、ISBN 9784766200874）
  - パート2（グラフ社、1985年12月、ISBN 9784766201086）
- はじめての料理ヒント あなたも今日からお料理自慢 （監修、イラスト：宇佐見セツ夫、1986年4月、ISBN 9784766201246）
- 啓介・のぶ代のおもしろ惣菜170 不意の来客、家計のピンチに安くてうまいスピード料理（共著：砂川啓介、グラフ社、1988年4月 ISBN 9784079256728）
- 啓介・のぶ代のおもしろ酒肴 5〜25分お待たせタイムつき（共著：砂川啓介、グラフ社、1991年8月、ISBN 9784079377416）
- 嫁と姑の面白クッキング（グラフ社、1991年5月、ISBN 9784766202304）
- 大山のぶ代のうちの味うちのおかず 嫁と姑の面白クッキング（グラフ社、1992年3月、ISBN 9784766202359）
- 魚を食べる健康法 おいしく簡単! すぐれた効用とらくらくメニュー（共著：延原和彦、ブックマン社、1992年10月、ISBN 9784893081865）
- おさかな博士の新・魚を食べる健康法 すぐれた効能、らくらくメニュー（共著：成瀬宇平、ブックマン社、2002年10月、ISBN 9784893084996）
- おかずのアイディア180（小学館、1995年5月、ISBN 9784093976619）
- おいしい店めぐり 味よし値段よし 日本全国穴場案内（共著：高木美千子、グラフ社、1996年2月、ISBN 9784766203448）
- 大山のぶ代の毎日のおかず 安い!簡単!おいしい!そして体によい!（グラフ社、2000年9月、ISBN 9784766205848）
- パッとできるおもしろ料理ブック イラストが楽しい!（グラフ社、2002年04月、ISBN 9784766206746）

### その他
- 大山のぶ代の水なんだ!?（共著：グループH2O、グラフ社、1984年10月、ISBN 9784766200768）

## 演じた人物
- 鈴木砂羽 - 『ドラえもん、母になる〜大山のぶ代物語〜』（2015年12月13日、NHK BSプレミアム・プレミアムドラマ）[100]